# 堅卡區

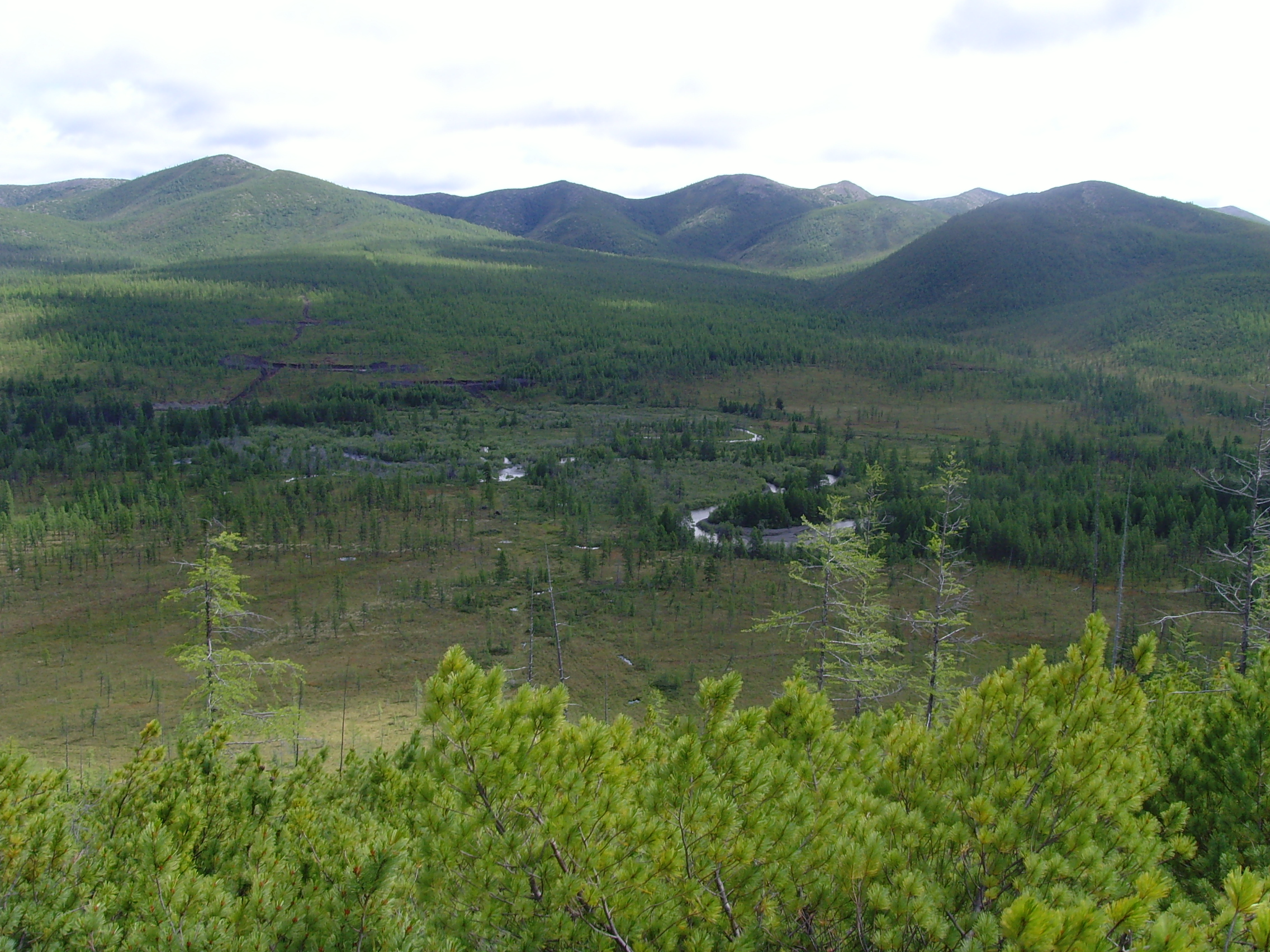

61°15′N 149°00′E / 61.250°N 149.000°E
堅卡區（俄语：Тенькинский район），是俄羅斯的一個區，位於該國東北部，由馬加丹州負責管轄，面積35,600平方公里，2010年該區人口5,422，人口密度每平方公里0.15人。